# Biéville-Beuville
Biéville-Beuville ist eine  französische Gemeinde mit 3855 Einwohnern (Stand 1. Januar 2022) im Département Calvados in der Region Normandie. Biéville-Beuville liegt etwa zehn Kilometer nördlich von Caen. Die heutige Gemeinde entstand 1972 durch die Zusammenlegung der Orte Biéville-sur-Orne und Beuville.

## Bevölkerungsentwicklung
| Jahr                       | 1975 | 1982 | 1990 | 1999 | 2006 | 2016 |
| Einwohner                  | 1321 | 1606 | 2223 | 2191 | 2424 | 3317 |
| Quellen: Cassini und INSEE |      |      |      |      |      |      |

## Gemeindepartnerschaften
Partnergemeinde von Biéville-Beuville ist seit 1993 die Gemeinde Margetshöchheim im unterfränkischen Landkreis Würzburg.